# Archives municipales et métropolitaines de Grenoble
 (janvier 2025).
La mise en forme du texte ne suit pas les recommandations de Wikipédia : il faut le « wikifier ».
Les points d'amélioration suivants sont les cas les plus fréquents. Le détail des points à revoir est peut-être précisé sur la page de discussion.
- Les titres sont pré-formatés par le logiciel. Ils ne sont ni en capitales, ni en gras.
- Le texte ne doit pas être écrit en capitales (les noms de famille non plus), ni en gras, ni en italique, ni en « petit »…
- Le gras n'est utilisé que pour surligner le titre de l'article dans l'introduction, une seule fois.
- L'italique est rarement utilisé : mots en langue étrangère, titres d'œuvres, noms de bateaux, etc.
- Les citations ne sont pas en italique mais en corps de texte normal. Elles sont entourées par des guillemets français : « et ».
- Les listes à puces sont à éviter, des paragraphes rédigés étant largement préférés. Les tableaux sont à réserver à la présentation de données structurées (résultats, etc.).
- Les appels de note de bas de page (petits chiffres en exposant, introduits par l'outil «  Source ») sont à placer entre la fin de phrase et le point final[comme ça].
- Les liens internes (vers d'autres articles de Wikipédia) sont à choisir avec parcimonie. Créez des liens vers des articles approfondissant le sujet. Les termes génériques sans rapport avec le sujet sont à éviter, ainsi que les répétitions de liens vers un même terme.
- Les liens externes sont à placer uniquement dans une section « Liens externes », à la fin de l'article. Ces liens sont à choisir avec parcimonie suivant les règles définies. Si un lien sert de source à l'article, son insertion dans le texte est à faire par les notes de bas de page.
- La présentation des références doit suivre les conventions bibliographiques. Il est recommandé d'utiliser les modèles {{Ouvrage}}, {{Chapitre}}, {{Article}}, {{Lien web}} et/ou {{Bibliographie}}. Le mode d'édition visuel peut mettre en forme automatiquement les références.
- Insérer une infobox (cadre d'informations à droite) n'est pas obligatoire pour parachever la mise en page.

Pour une aide détaillée, merci de consulter Aide:Wikification.
Si vous pensez que ces points ont été résolus, vous pouvez retirer ce bandeau et améliorer la mise en forme d'un autre article.
 (janvier 2025).
Les Archives municipales et métropolitaines de Grenoble (AMMG) sont un service commun à la Ville de Grenoble, à Grenoble Alpes Métropole, au Centre Communal d'Action Sociale (CCAS) de Grenoble et au Syndicat Mixte des Mobilités de l'Aire Grenobloise (SMMAG).

## Historique
La première mutualisation a réuni la fonction Archives de la Ville de Grenoble dite "Archives municipales de Grenoble" et celle de Grenoble Alpes Métropole au 1ᵉʳ juillet 2015,. Le service est transféré et devient les "Archives municipales et Métropolitaines de Grenoble".
Cette mutualisation s'est développée avec l'intégration en 2021 du Centre communal d'action sociale (CCAS) de Grenoble et en 2024 du Syndicat mixte des mobilités de l'aire grenobloise (SMMAG).

## Organisation et équipe
L'équipe est composée d'archivistes-chargés de collections et de gestionnaires de collections.

### Responsables du service depuis sa création
Le service est actuellement dirigé par Anne Boulenc, cheffe du service commun des Archives.

#### Période "Archives municipales de Grenoble"
| Responsable du service    | Date d'arrivée | Date de départ |
| Françoise Durand-Evrard   | Juin 1976      | Juillet 1986   |
| Valérie Poinsotte         | Août 1986      | Eté 1988       |
| Hélène Viallet            | Eté 1988       | 1992           |
| Jean-Luc Chomat (intérim) | 1992           | 1997           |
| Joël Delaine              | 1997           | 2002           |
| Sylvie Claus              | 2003           | Janvier 2007   |
| Louis Marrocco (intérim)  | Janvier 2007   | Juin 2007      |
| Anne Boulenc              | Juin 2007      | Décembre 2014  |
| Emmanuel Coux (intérim)   | Octobre 2014   | Février 2015   |

#### Période "Archives municipales et métropolitaines de Grenoble"
| Responsable du service                              | Date d'arrivée | Date de départ |
| Anne Boulenc                                        | Mars 2015      | Septembre 2017 |
| Denis Benichou (Interim) Adjoint au Chef de Service | Octobre 2017   | Février 2018   |
| Anne Boulenc                                        | Février 2018   |                |

## Locaux

### Adresse actuelle

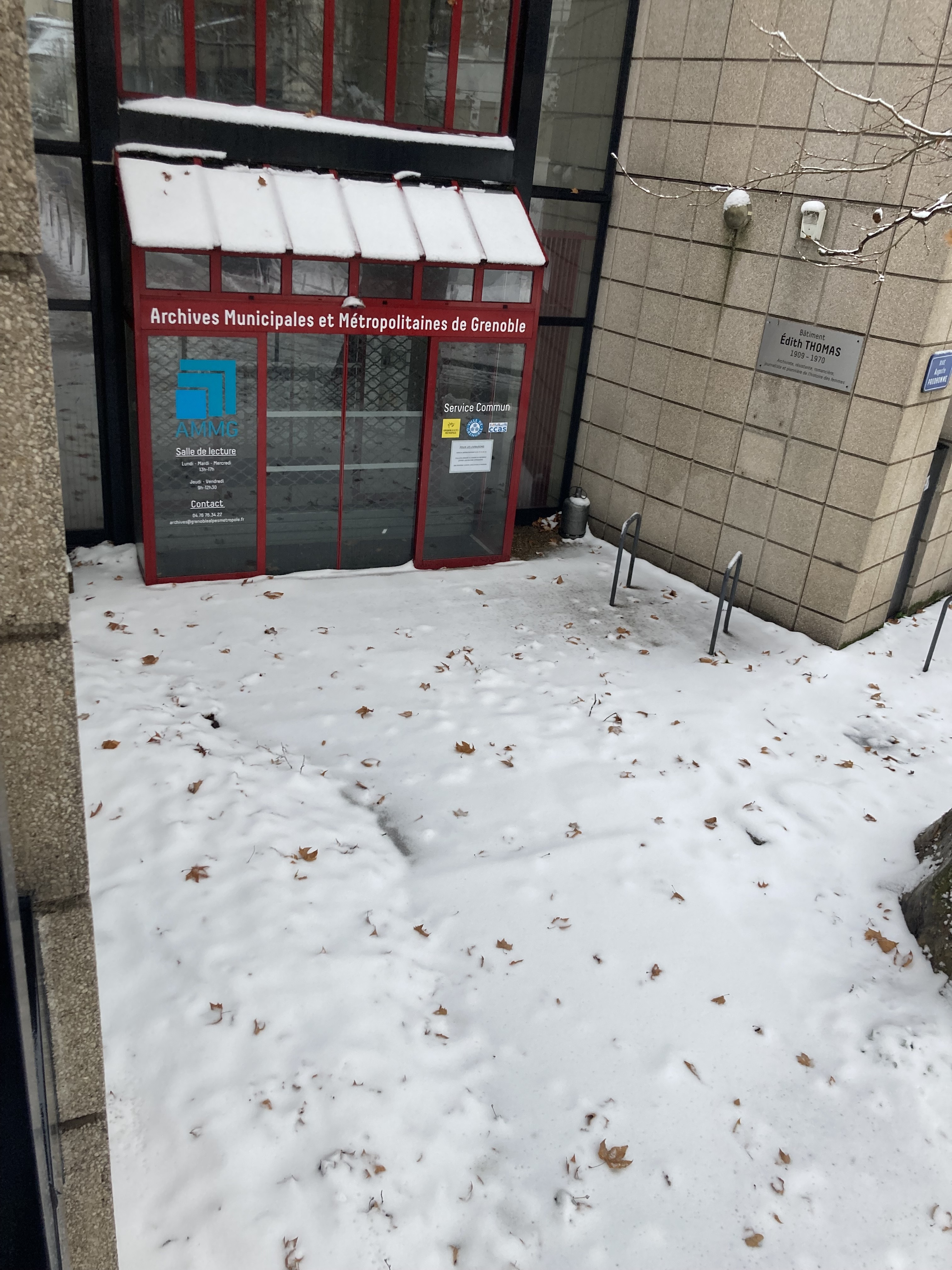
AMMG, entrée du public, rue Auguste prudhomme, décembre 2022

Les Archives municipales et métropolitaines de Grenoble sont situées au :
4 rue Auguste Prudhomme, 38000 Grenoble

### Avant mutualisation
Avant leur mutualisation, les fonds  étaient conservés sur plusieurs sites distincts.
Les Archives municipales étaient conservées principalement à l'Hôtel de Ville de Grenoble, dans six salles, avec une annexe située rue Émile Zola.
Les Archives métropolitaines, quant à elles, étaient conservées au Forum, dans deux salles dédiées, avec une annexe située rue Chanrion.
Le CCAS, pour sa part, archivait les documents des services au siège Arlequin, tandis que chaque équipement extérieur (crèches, EHPAD, etc.) était responsable de la gestion et de la conservation de ses propres archives.
Les archives du SMMAG et du SMTC étaient également conservées au Forum, parmi les fonds métropolitains.

### Nouveau bâtiment mutualisé
Les sites de conservation des archives étaient confrontés à deux problèmes majeurs.
- D'une part, ces sites étaient arrivés à saturation en termes de capacité de stockage.
- D'autre part, la présence des fonds d'archives constituait un risque incendie, notamment au pied de l'Hôtel de Ville de Grenoble et du Forum de Grenoble Alpes Métropole.

Par ailleurs, le siège du CCAS était sur le point d'être démoli, et les annexes en ville étaient difficilement accessibles.
En réponse à ces problématiques, Grenoble Alpes Métropole fait l'acquisition du site quitté par les Archives Départementales de l'Isère en 2021. Le déménagement a lieu en 2022. Les AMMG n'occupent que l'annexe construite en 1986.

#### Hommage et inauguration

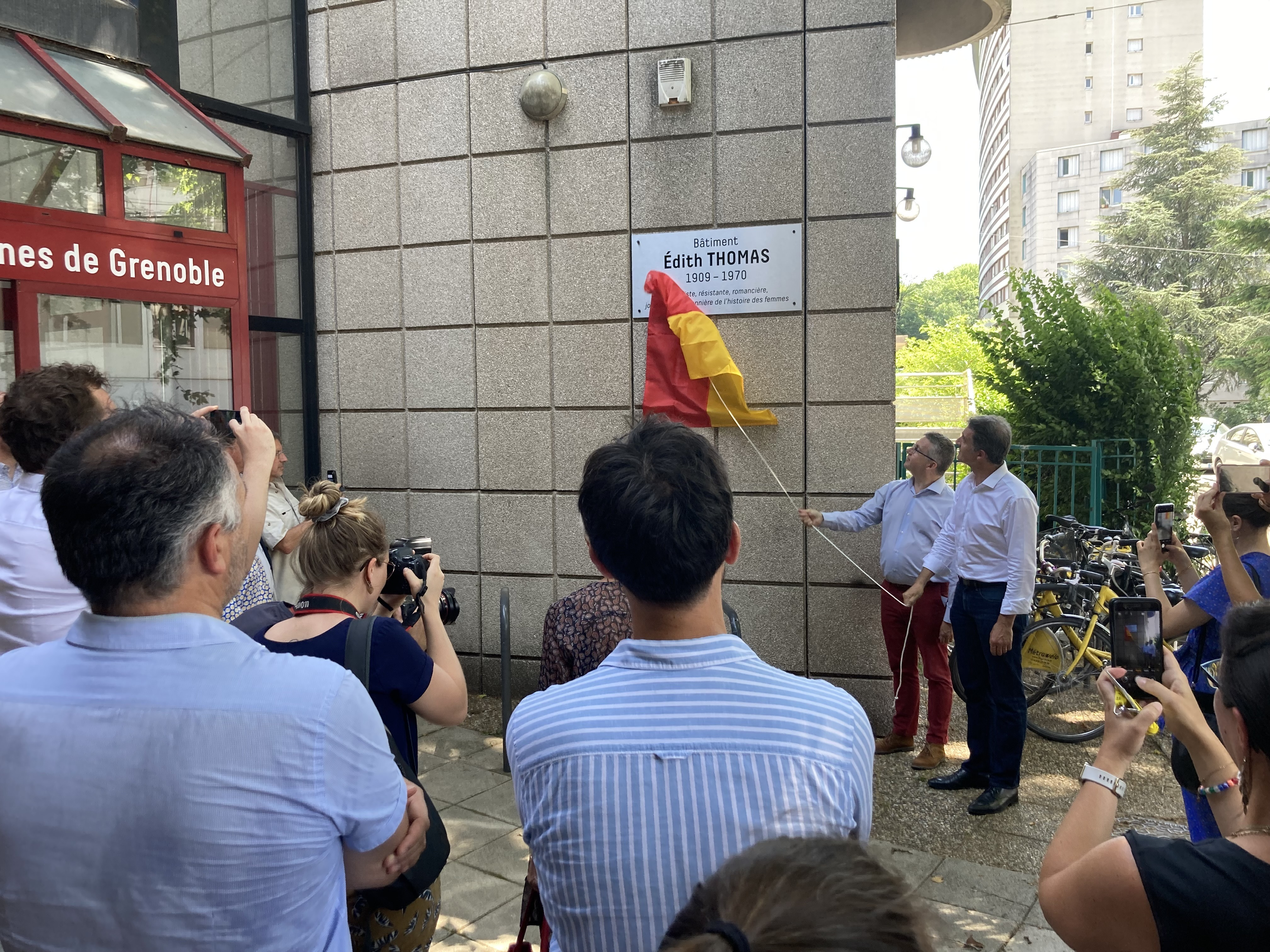
Archives municipales et métropolitaines de Grenoble, inauguration, dévoilement de la plaque en hommage à Edith Thomas par Christophe Ferrari (Président de Grenoble Alpes Métropole) et Eric Piolle (Maire de Grenoble), 16 juin 2022

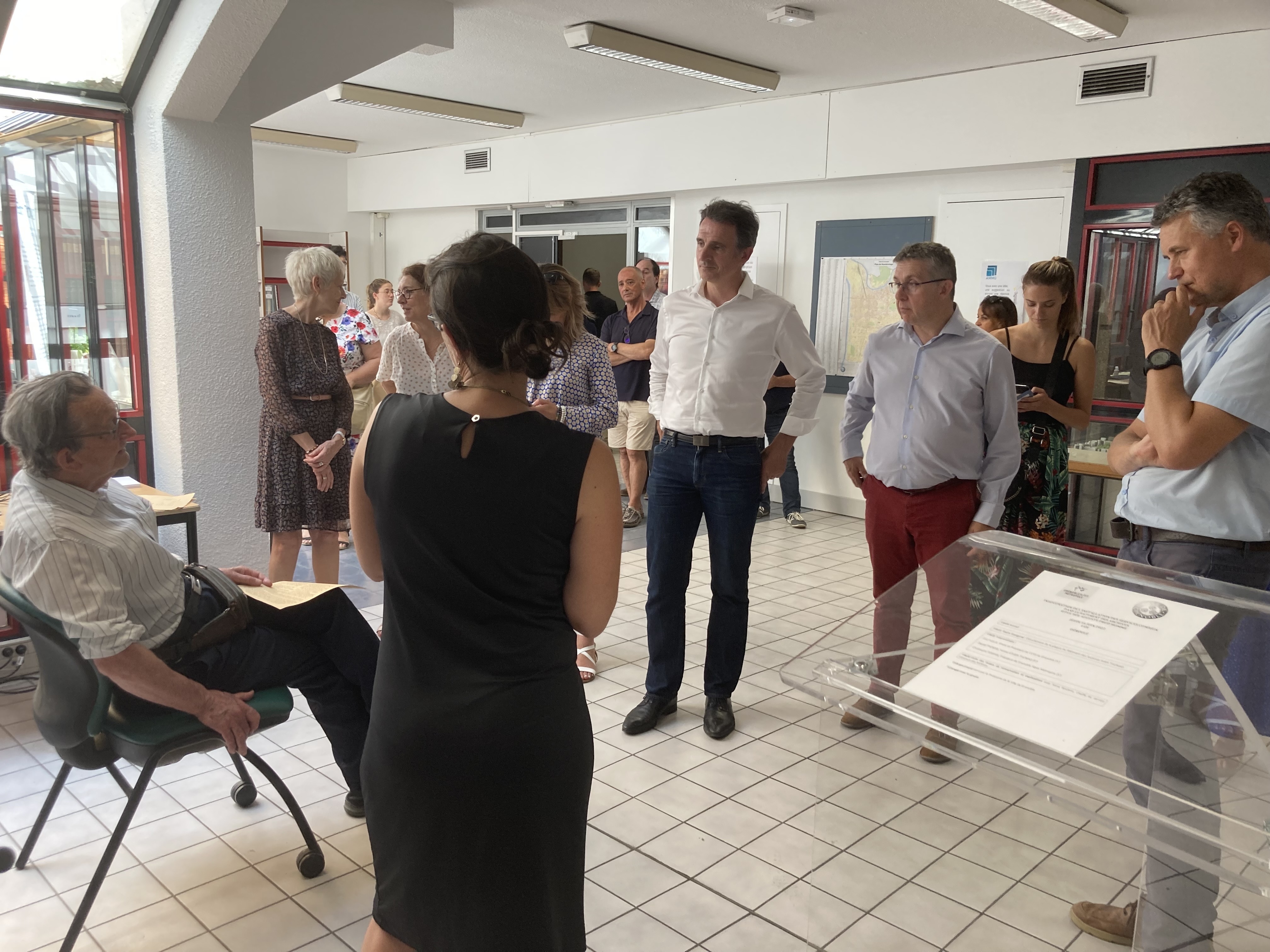
AMMG, Inauguration, intervention de Daniel Thomas. 16 juin 2022

Le lettrage indiquant le précédant nom du bâtiment a été déposé avant l'emménagement, et le bâtiment de fait débaptisé. Le bâtiment est donc renommé en l'honneur d'Édith Thomas, archiviste, romancière et journaliste, résistante et historienne, en reconnaissance de son engagement pour la mémoire et l'histoire.
Le 16 juin 2022, le nouveau site commun des AMMG a été inauguré en présence d'Éric Piolle, maire de Grenoble, et de Christophe Ferrari, président de Grenoble Alpes Métropole.

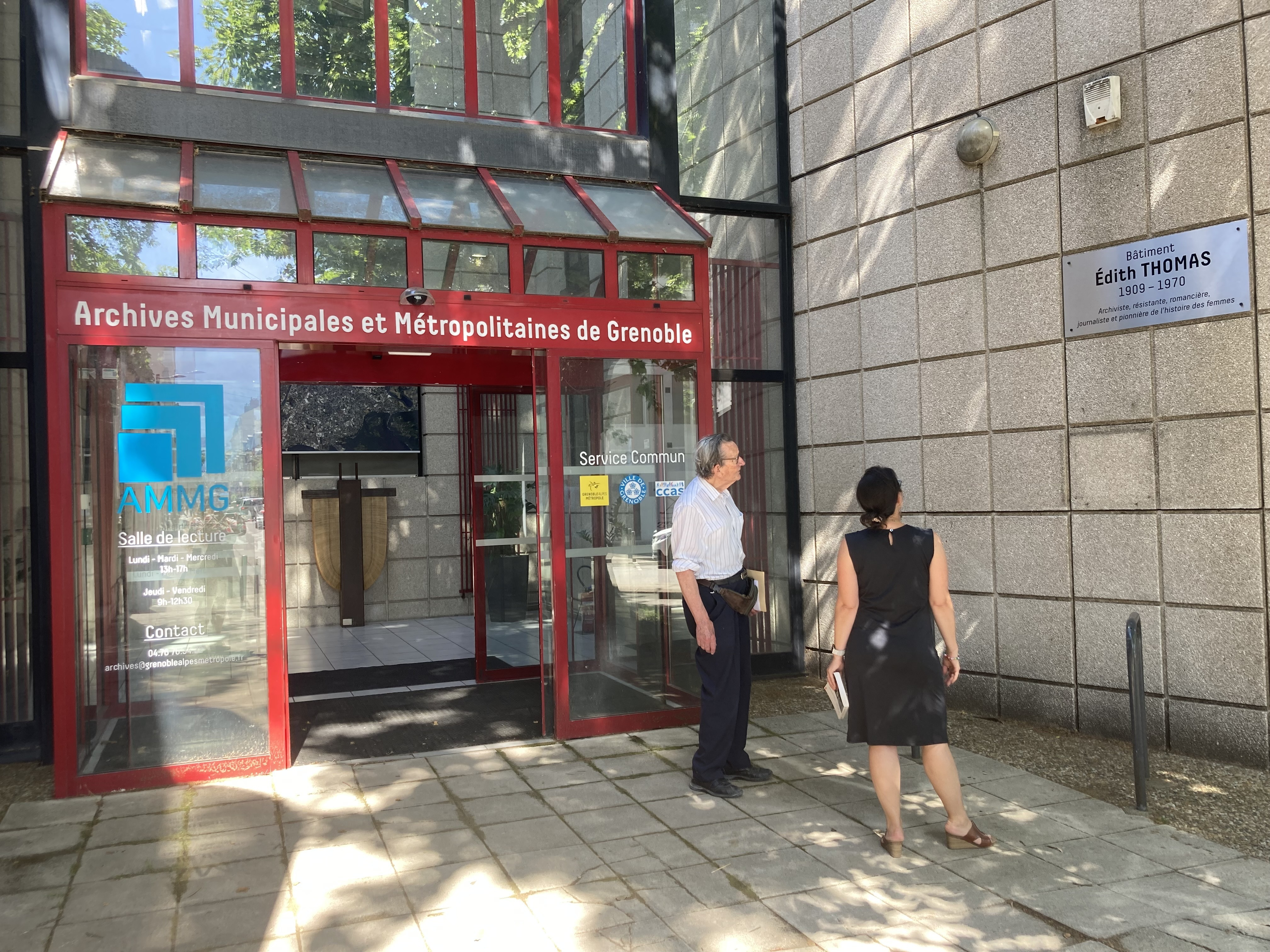
AMMG, Inauguration, Daniel Thomas et Anne Boulenc devant la plaque hommage à Edith Thomas. 16 juin 2022

Le neveu d’Édith Thomas, Daniel Thomas était présent et est intervenu le jour de l'inauguration.

## Données chiffrées
Les AMMG participent à l'enquête annuelle sur l'activité des services d'archives du SIAF qui publie ces données sur la plateforme de données ouvertes du ministère de la Culture.
Extrait (pour l'année 2022) :
- Métrage linéaire disponible : 15 653
- Métrage linéaire occupé : 7 611
- Nouvelles entrées d'archives physiques (publiques et privées) : 387,2 ml

## Collections
Les Archives municipales et métropolitaines de Grenoble (AMMG) abritent une vaste gamme de documents couvrant plusieurs siècles d'histoire. Ces collections reflètent l'évolution de la ville de Grenoble et de sa métropole.

### Fonds Ville de Grenoble (Archives Municipales)

#### Archives anciennes (avant la Révolution)
Les archives anciennes de la ville de Grenoble comprennent des documents relatifs à l'Ancien Régime, parmi lesquels figurent des cartulaires comme le "Livre de la Chaîne", des registres de délibérations consulaires (depuis 1492), des rôles d'impositions (depuis 1382), des registres comptables (depuis 1363), des registres paroissiaux (depuis 1543), des terriers et des rôles de population. Ces fonds incluent également des pièces comptables, des procédures, une correspondance volumineuse, ainsi que des documents sur des thèmes variés tels que le Drac, les remparts, les bâtiments communaux ou les élections consulaires. Une collection de parchemins et de sceaux complète cet ensemble, avec environ 50 registres ou cahiers, 200 pièces sur papier et 200 sur parchemin pour le seul Moyen Âge. Plusieurs inventaires publiés entre 1886 et 1926 par Auguste Prudhomme facilitent l'accès à ces fonds.

#### Archives modernes (1790-1976)
Les archives modernes rassemblent des documents administratifs tels que des délibérations municipales, des arrêtés, des listes électorales, des registres cadastraux et d'état civil, des recensements de population, des registres de conscription et d'engagements militaires, ainsi que des autorisations de voirie. Ce fonds inclut également des affiches et des plans. Les documents sont accessibles grâce à des fichiers et des répertoires.

#### Archives contemporaines (depuis 1976)
Les archives contemporaines documentent les actions de la ville de Grenoble dans divers domaines tels que la voirie, les espaces verts, le sport, la culture, l'urbanisme et la santé. Elles permettent de retracer le développement de la ville depuis les années 1960, marqué par les Jeux Olympiques et la construction de bâtiments emblématiques comme l'Hôtel de Ville, le Palais des Sports et la Maison de la Culture. Ces archives incluent également des permis de construire, des déclarations de travaux et d'autres documents d'urbanisme.

#### Documents figurés
Les documents figurés, classés en série Fi, comprennent des cartes, des plans, des affiches, des photographies et des cartes postales. Ce fonds inclut environ 10 000 affiches, 5 000 plans et 100 000 photographies et cartes postales, couvrant des périodes variées, des affiches du XVIIe siècle aux images des années 1980. Une partie de ces documents est numérisée.

#### Bibliothèque d'archives
Les archives possèdent une bibliothèque d'étude et de recherche comprenant des ouvrages scientifiques, locaux et patrimoniaux, ainsi qu'un fonds ancien (ouvrages antérieurs à 1810). Ces documents sont accessibles en salle de lecture ou consultables sur place et figurent également dans le catalogue des Bibliothèques Municipales, dont la bibliothèque d'archives est associée.
La bibliothèque d'archives des AMMG est gérée par 3 archivistes co-responsables de ce fonds dites "archivistes-bibliothécaires", assistées par 1 gestionnaire de collection, pour le suivi et le catalogage ouvrages, le bulletinage et la collecte des périodiques et enfin le récolement et le classement des brochures et de la littérature grise.
Le service participe régulièrement aux travaux du Groupe de travail "Bibliothèque d'Archives (BA)" de l'Association des Archivistes Français (aaf).

### Fonds Grenoble Alpes Métropole (Archives Métropolitaines)
Le fonds intercommunal conservé aux Archives municipales et métropolitaines de Grenoble représente plus d’un kilomètre linéaire de documents d’archives contemporaines, produits ou reçus depuis 1966 par les syndicats et établissements publics de coopération intercommunale (EPCI) établis dans l’actuelle résidence administrative de Grenoble Alpes Métropole.
Ces fonds, classés selon leur provenance et dans le respect des principes archivistiques, témoignent de l’évolution des formes de coopération intercommunale dans l’agglomération grenobloise ainsi que des compétences déléguées ou transférées par l’État et les collectivités territoriales. Ils se répartissent en trois grandes composantes :

### Fonds CCAS
Les Archives municipales et métropolitaines de Grenoble conservent près d’un kilomètre linéaire de documents issus du Centre Communal d’Action Sociale (CCAS). Ce fonds se divise en plusieurs ensembles.

### Fonds SMMAG
Le fonds conservé aux Archives municipales et métropolitaines de Grenoble (AMMG) illustre les caractéristiques et évolutions des institutions intercommunales. Il se structure autour de plusieurs axes.

### Fonds numériques
Les AMMG intègrent l’ère numérique grâce à :
- La numérisation de documents historiques pour leur préservation et consultation dès le début des années 2000.
- La conservation de documents natifs numériques provenant des services publics[23].

## Dons
Les Archives municipales et métropolitaines de Grenoble (AMMG) recueillent des archives publiques, mais également des documents provenant de particuliers, d’associations ou d’entreprises. Ces dons complètent les fonds officiels en apportant une vision plus personnelle ou locale de l’histoire de la ville et de sa métropole. Ils sont conservés en série S.
Les dons permettent d’enrichir le patrimoine collectif en conservant des documents variés : correspondances, photographies, journaux intimes, archives associatives, etc. Ils témoignent d’événements marquants, comme la collecte réalisée pendant le confinement de 2020. Les AMMG avaient alors sollicité les habitants pour rassembler des documents représentatifs de cette période, tels que des dessins, des affiches ou des témoignages écrits. On encore en 2023, lorsque l'Isère connait une crue exceptionnelle.

## Consultation
Toutes les références des fonds d'archives sont disponibles sur la base de recherche du site internet, qui décrit l'intégralité des documents conservés.
Lorsque le document est communicable (en respect des délais de communicabilité des archives) et numérisé, il est accessible en ligne via une vignette. C'est également le cas des documents natifs numériques conservés dans le SAE.
Dans le cas contraire, la consultation des documents se fait en salle de lecture des AMMG, où les utilisateurs peuvent accéder aux fonds physiques sur place.